# 沙穆瓦
沙穆瓦（法語：Chamoy，法語發音：[ʃamwa]）是法国奥布省的一个市镇，属于特鲁瓦区。

## 地理
沙穆瓦（48°7'5"N, 3°58'12"E）面积16.7 平方千米，位于法国大東部大區奥布省，该省份为法国中北部省份，北起马恩省，西接塞纳-马恩省，西南至约讷省，东南至科多尔省，东临上马恩省。
与沙穆瓦接壤的市镇（或旧市镇、城区）包括：欧松、蒙蒂尼莱蒙、圣法勒。

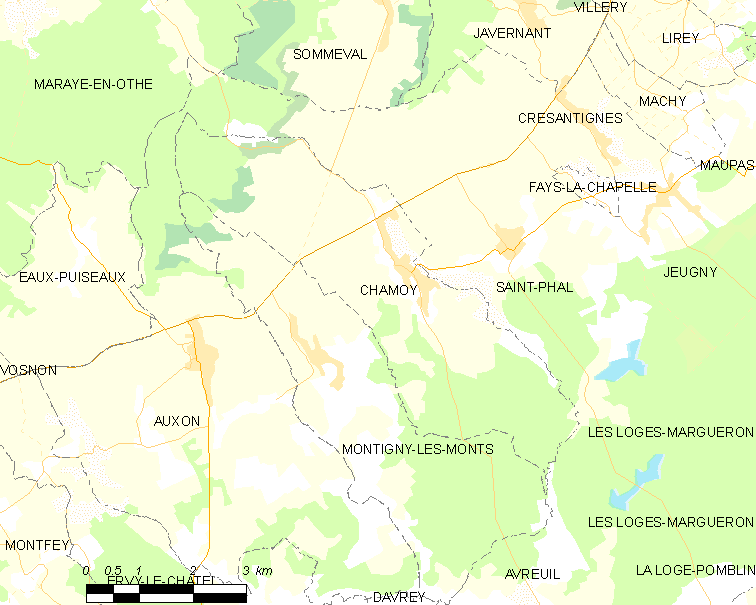
沙穆瓦的OSM定位图

沙穆瓦的时区为UTC+01:00、UTC+02:00（夏令时）。

## 行政
沙穆瓦的邮政编码为10130，INSEE市镇编码为10074。

## 政治
沙穆瓦所属的省级选区为艾克斯-维勒莫尔-帕利斯县。

## 人口

1962-2008年间沙穆瓦人口变化图示

沙穆瓦于2022年1月1日时的人口数量为503人。